# Egernia striata
Egernia striata är en ödleart som beskrevs av  Richard Sternfeld 1919. Egernia striata ingår i släktet Egernia och familjen skinkar. Inga underarter finns listade i Catalogue of Life.